# نظرية الهدف
|  | هذا قالب لصيانة المحتوى في ويكيبيديا العربية. تستعمل قوالب صيانة المحتوى للإشارة إلى وجود حاجة لإدخال تعديلات في محتوى مقالة ما. |

نظرية الهدف[بحاجة لمصدر] هو الاسم الذي يستخدمه علم النفس التربوي في دراسة أبحاث الدافعية للتعلم، ومن المعتقد أن غرض أهداف التعلم هي العامل الرئيسي الذي يؤثر بمستوى الدافعية الذاتية لدى الطالب.

## المحاور الرئيسية لنظريةالهدف
حددت الأبحاث التي أجريت على نظرية الهدف القسمين التاليين:

### الإجادة/الأداء
يوصف التوجه نحو الإجادة على أنه تمني الطالب أن يصبح بارعًا في موضوع ما وأن يبذل كل ما لديه من قدرات من أجله، كما أن إحساس الطالب بالرضى عن العمل لا يتأثر بمؤشرات الأداء الخارجي مثل الدرجات. ويرتبط التوجه نحو الإجادة بالاشتراك الأكبر في المهام والمزيد من المثابرة عند الإخفاقات.إيمز (1992)
ويوصف هدف الإجادة بأنه «الرغبة في تطوير الكفاءة (مثال:» أريد أن أتعلم أكبر قدر ممكن
عن علم النفس في هذا الفصل الدراسي")" بينما توصف أهداف الأداء بأنها "إظهار الكفاءة مقارنة بالآخرين (مثال: "أريد أن أكون أفضل طالب في صفي في هذا الفصل الدراسي") [Predictors and Consequences of Achievement Goals in the College Classroom: Maintaining Interest and Making the Grade; Judith M. Harackiewicz, Kenneth E. Barron,
Suzanne M. Carter, and Alan T. Lehto, Journal of Personality and Social Psychology 1997, Vol. 73, No. 6, 1284-1295]
يعتقد أن التوجه نحو الإجادة يزيد من الدافعية الذاتية للطالب.
كما يوصف التوجه نحو الأداء بما يتمنى الطالب تحقيقه في المؤشرات الخارجية للنجاح مثل الدرجات، كما يتأثر شعور الطلاب بالرضى بشكل كبير بدرجاتهم وبذلك فإن هذا يرتبط بالإحباط المرتبط بالدرجات المنخفضة، ويرتبط التوجه نحو الأداء كذلك بحالات أعلى من القلق، بالإضافة إلى أن الرغبة في الحصول على درجات مرتفعة قد يغري بالغش أو الدخول في التعلم السطحي عن طريق الحفظ بدلا من الفهم العميق.
ا
من المعتقد أن يزيد التوجه نحو الأداء من الدافعية الذاتية للطالب عند الأداء الجيد لهم وتتراجع الدافعية عندما يكون أداؤهم سيئًا.

### تداخل المهمة/الأنا
يوصف الطالب بأنه مشترك في المهمة عندما يهتم بها بسبب خصائصها، ويرتبط هذا بوجود مستوى أكبر من الدافعية الذاتية. ويكون الطلاب المشتركون بالمهام أقل عرضة للفشل لأن الأنا لديهم غير مرتبطة بنجاح المهمة. نيكولاس (1990)
والطلاب الذين تشترك الأنا لديهم سوف يسعون لإنجاز المهمة لتعزيز الأنا؛ بسبب الثناء الذي قد يجتذبه إكمال المهمة أو لأن انجاز المهمة سوف يؤكد على مفهوم الذات لديهم (مثال: المهارة والقوة والمرح...) ويمكن للطلاب الذين يشركون الأنا شديدي القلق أو الإحباط في موجهة الفشل الذي يتحدى مفهوم الذات لديهم.

### أهداف التحقيق/التجنب
ليست جميع الأهداف موجهة نحو تحقيق النتائج المرغوبة (مثال: إظهار الكفاءة). كما يمكن توجيه الأهداف نحو تجنب نتائج غير مرغوبة (مثال: تجنب إظهار الكفاءة للآخرين).
ومن المعتقد أن تحقيق الأهداف يساهم إيجابيًا في الدافعية الذاتية بينما لا يفعل تجنب اللأهداف ذلك،

## تطورات أخرى
تبنى باحثون آخرون منظور أكثر تعقيدًا للأهداف بحجة وجود أنواع كثيرة من الأهداف لدى الأفراد الخاصة بإعدادات الإنجاز، على سبيل المثال، وسع فورد ونيكولاس (1987) من وجهة النظر هذه لتشمل الأهداف الشخصية، والأهداف الشخصية البيئية والتي تمثل أهمية متساوية بالنسبة للمتعلمين وبيئة التعلم.
وبالرغم من هذا فإن جميع النظريات مخصصة لدراسة أنواع الأهداف وكذلك تأثيرها على جوانب التعلم المتعددة، أي أن الأبحاث التي تجعل من الأهداف متغيرًا مستقلًا ما زالت نادرة، ويمكن الدفاع عن هذه الإستراتيجية بأن الأهداف أمر مسلم به بأن الفرد لا يستطيع التعامل مع كافة جوانب قضية بالغة التعقيد وربما يشعر أصحاب النظريات أن السؤال حول طريقة انبثاق الأهداف ليس له علاقة بالنماذج التي يطورونها.
من جانب آخر فالأطفال الصغار عادة ما يتم تجاهلهم في هذه المنطقة على افتراض أنهم ليس لديهم نمط واضح لإعداد الهدف أو ليس لديهم هدف عند بدء مهمة ما، ويرى كلاهر أنه على الرغم من وجود كثير من الاختلافات بين الكبار والأطفال في الأداء الشامل لحل المشكلات، فإن حتى الأطفال في مرحلة ما قبل المدرسة لديهم أشكال بدائية من الاستراتيجيات مثل تحليل الوسائل والغايات الذي يعتمد على استخدام الأهداف. وبالتالي فإن توسيع نطاق اختيار الموضوع والتركيز على عملية تحديد الأهداف من المتوقع أن يكونا اثنين من المهام الرئيسية في توجهات البحث في المستقبل.